# ريتش ميلر
ريتش ميلر (بالإنجليزية: Rich Miller)‏ هو لاعب كرة قاعدة أمريكي، ولد في 4 سبتمبر 1951 في لبنان في الولايات المتحدة.

## وصلات خارجية
- ريتش ميلر على موقعبيزبول رفرنس.كوم (الدوري الثانوي) (الإنجليزية)